# Nicole des Jardins Wakefield
Nicole des Jardins Wakefield (n. 9 de enero de 2164) es un personaje de ficción y protagonista principal de las tres novelas que forman la secuela a la novela Cita con Rama escrita por Arthur C. Clarke y Gentry Lee. Ella es una mujer de ascendencia africana-europea, con orígenes enraizados en Francia y en la Costa de Marfil.
Nicole aparece en tres obras de Arthur C. Clarke: Rama II, El jardín de Rama y Rama Revelada.
Amy Hunter la caracteriza en el juego de computadora RAMA de Sierra Entertainment.

## Descendencia de Nicole Des Jardins
Excepto por su hija Geneviève que nació en la Tierra, el resto de sus hijos nacen luego de que ella y sus colegas quedaran aislados en Rama. Ellos forman el núcleo de la comunidad que establecen los exploradores.
- Con el príncipe Enrique
  - Geneviève
- Con Richard Wakefield
  - Simone Tiasso Wakefield
  - Catharine Colin Wakefield (Katie)
  - Eleanor Joan Wakefield (Ellie)
- Con Michael O'Toole
  - Benjamin Erin O'Toole (Benjy)
  - Patrick Ryan O'Toole